# Fakour-90
Le Fakour-90 est un missile air-air iranien basé sur le missile américain AIM-54 Phoenix,. Il est utilisé sur les F-14 Tomcats iraniens pour intercepter et détruire des cibles aériennes à longue distance,.
Le missile a été créé par l' Armée iranienne, le Ministère de la Défense et de la Logistique des Forces Armées, et la Force aérienne. En octobre 2011, l'Iran annonce que le missile a atteint le stade de la production de masse,,,.
En avril 2017, le missile à moyenne portée Fakour-90 a été officiellement dévoilé lors d'une visite du Président  Hassan Rouhani à une exposition des dernières réalisations du ministère de la Défense iranienne. La télévision d'état iranienne a montré une vidéo de tests de tir un Fakour-90 missile par un F-14 Tomcat de l'IRIAF,.
Le militaire iranien a annoncé, le 23 juillet 2018 que le missile Fakour est désormais produit en série. Le ministre de la Défense Amir Hatami, a déclaré que le missile peut être utilisé sur divers appareils et les médias iraniens ont rapporté qu'il a une portée de 148km, une vitesse de Mach 5, et un système de guidage qui lui permet de toucher une cible indépendamment du radar de l'avion  lanceur.